# Javagal, Arsikere
Javagal là một làng thuộc tehsil Arsikere, huyện Hassan, bang Karnataka, Ấn Độ.